# Чималтенанго
Чималтенанго (на испански: Chimaltenango) е град в департамент Чималтенанго, Гватемала. Населението на града през 2002 година е 43 900 души.